# Референдум в Республике Сербской о праздновании Дня Республики
Референдум в Республике Сербской о праздновании Дня Республики (серб. Референдум о Дану Републике Српске) — состоявшийся 25 сентября 2016 года референдум на территории Республики Сербской Боснии и Герцеговины.

## История
9 января 1992 года состоялось первое заседание Скупщины Сербской Республики Боснии и Герцеговины. С августа 1992 года этот день является официальным праздником.
Сербская Республика Боснии и Герцеговины в значительной мере отличалась от современной Республики Сербской. Если последняя является автономией в составе Боснии и Герцеговины, то первая, напротив, на первоначальном этапе сама позиционировала себя как Босния и Герцеговина. Само её создание воспринималось как вынужденная мера против попыток славян-мусульман отделиться от Югославии и создать унитарную мусульманскую Республику Босния и Герцеговина, декларация о независимости которой была принята парламентом Социалистической Республики Босния и Герцеговина (СРБГ) 15 октября 1991 года.
Ни созданная 9 января 1992 года Сербская Республика Боснии и Герцеговины, ни мусульманская Республика Босния и Герцеговина не существуют в настоящее время в изначальном виде. Республика Босния и Герцеговина в 1994 году была трансформирована в мусульмано-хорватское государство Федерация Боснии и Герцеговины, ставшее через год одной из составляющих (энтитетов) общего государства Босния и Герцеговина и получившее 51 % его территории, другая часть, Республика Сербская, получила 49 %. Несмотря на то, что современная Республика Сербская была узаконена только в результате Дейтонского соглашения 1995 года, национальный праздник День Республики отмечается 9 января.
В ноябре 2015 года Конституционный суд БиГ признал не соответствующей конституции страны часть закона «О праздниках Республики Сербской» в отношении Дня Республики 9 января. Формальной причиной решения суда является тот факт, что День Республики совпадает с церковным православным праздником — Днём Святого Стефана, в результате чего, как посчитал суд, ущемляются права других религиозных групп. Президент Милорад Додик и парламент РС отказались менять закон и отменять праздник, организовав по данному вопросу референдум.

## Референдум

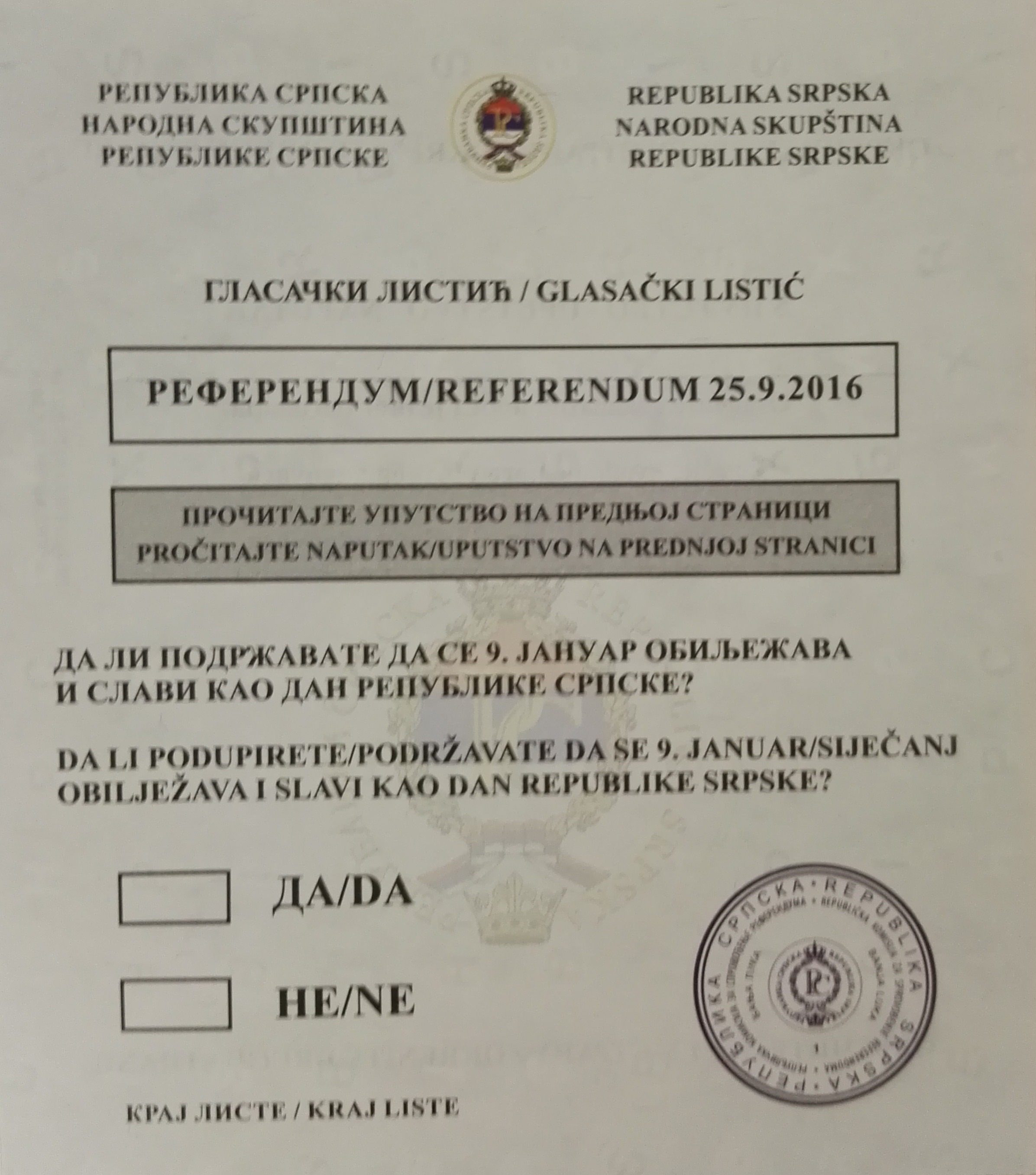
Бюллетень для голосования

Бюллетени для голосования составлены на кириллице и латинице на трёх сербско-хорватских языках одновременно. Референдум продлился с 7 утра до 19 вечера, явка превысила 51 %. Было организовано 1900 участков для голосования в РС. Места для голосования также были открыты в Сербии, России, Бельгии, Нидерландах и Франции, где проживают боснийские сербы. На нём был вынесен вопрос:

Поддерживаете ли вы, что 9 января отмечается и празднуется как День Республики Сербской?
Оригинальный текст (серб.)Да ли подржавате да се 9. јануар обиљежава и слави као Дан Републике Српске?